# 栃神山龍一
栃神山 龍一（とちかみやま りゅういち、2001年1月11日 - ）は、埼玉県入間市出身で、春日野部屋に所属した元大相撲力士（力士養成員）。本名は神山龍一。身長180.1cm、体重168.7kg。最高位は西幕下3枚目（2023年1月場所）。

## 来歴
入間市のあんず幼稚園から入間市立金子小学校に入学した。サッカークラブやスイミングクラブにも通っていたが、毎年市内で開催されるわんぱく相撲を契機に、小学2年の秋頃に入間少年相撲クラブで相撲を始めた。初の公式戦は伊勢神宮での奉納相撲大会であり、デビュー戦の相手は中村泰輝（のちの横綱・大の里）であった。その後、第3回白鵬杯団体優勝に貢献した。
2013年、相撲部のある入間市立黒須中学校に入学。中学2年時は2014年度全国中学校相撲選手権大会団体優勝、個人ベスト32となる。中学3年時は、青森県十和田市で開催された2015年度全国中学校相撲選手権大会個人戦では決勝で徳田龍大郎（のちの徳之武藏）を下して優勝し、第45代中学生横綱となる。黒須中学校からは前年の塚原隆明（のちの栃大海）に続き2年連続の快挙であった。また、団体戦でも大将として2連覇を成し遂げている。
2016年、埼玉栄高等学校に入学。同級生には北の若、西乃龍、二本栁らがいる。高校2年時には選抜高校相撲十和田大会でアマルサナー（のちの狼雅）に勝利した際に足首を負傷している。高校3年時は全国高等学校総合体育大会相撲競技大会団体に大将として優勝、個人3位。国民体育大会相撲競技少年の部団体に埼玉県代表の大将として優勝、個人準優勝。
高校卒業後は進学せず角界入りし、春日野部屋に入門する。師匠であった春日野は、出身である「入間少年相撲クラブ」の総監督の明治大学での同級生である。
2019年5月場所に序二段優勝。
初の幕下となった2019年9月場所は5勝2敗。
2024年3月場所の初日から休場した。

休場の理由は公表されていないが、週刊新潮の記事において、2月に弟弟子にあたる当時関取の栃武蔵から暴力を受けて宿舎から脱走し、春日野親方によって引退届が提出されていたことが明らかになった。

同場所後、日本相撲協会から正式に引退が発表された。

## 主な成績

### 通算成績
- 通算成績：114勝89敗7休（31場所）

### 各段優勝
- 序二段優勝：1回（2019年5月場所）

### 場所別成績
| | 一月場所 初場所（東京） | 三月場所 春場所（大阪） | 五月場所 夏場所（東京） | 七月場所 名古屋場所（愛知） | 九月場所 秋場所（東京） | 十一月場所 九州場所（福岡） |
| --- | ----------------------- | ----------------------- | ----------------------- | --------------------------- | ----------------------- | --------------------------- |
| 2019年 （平成31年 /令和元年） | （前相撲）              | 東序ノ口19枚目 6–1      | 西序二段42枚目 優勝 7–0 | 西三段目42枚目 5–2          | 西幕下54枚目 5–2        | 西幕下37枚目 3–4            |
| 2020年 （令和2年） | 東幕下43枚目 4–3        | 西幕下33枚目 3–4        | 感染症拡大 により中止   | 西幕下39枚目 5–2            | 東幕下18枚目 2–5        | 東幕下33枚目 5–2            |
| 2021年 （令和3年） | 西幕下20枚目 2–5        | 西幕下38枚目 6–1        | 東幕下16枚目 5–2        | 東幕下8枚目 3–4             | 西幕下15枚目 3–4        | 東幕下22枚目 4–3            |
| 2022年 （令和4年） | 東幕下18枚目 2–5        | 東幕下39枚目 6–1        | 西幕下13枚目 4–3        | 東幕下10枚目 3–4            | 西幕下14枚目 5–2        | 西幕下6枚目 4–3             |
| 2023年 （令和5年） | 西幕下3枚目 3–4         | 西幕下5枚目 2–5         | 東幕下15枚目 2–5        | 東幕下32枚目 6–1            | 東幕下12枚目 4–3        | 西幕下7枚目 2–5             |
| 2024年 （令和6年） | 西幕下20枚目 2–5        | 東幕下35枚目 引退 0–0–7 | x                       | x                           | x                       | x                           |
| 各欄の数字は、「勝ち-負け-休場」を示す。 優勝 引退 休場 十両 幕下 三賞：敢=敢闘賞、殊=殊勲賞、技=技能賞 その他：★=金星 番付階級：幕内 - 十両 - 幕下 - 三段目 - 序二段 - 序ノ口 幕内序列：横綱 - 大関 - 関脇 - 小結 - 前頭（「#数字」は各位内の序列） |                         |                         |                         |                             |                         |                             |

## 改名歴
- 栃神山 龍一（とちかみやま りゅういち）2019年1月場所 - 2024年3月場所

## メディア出演

### テレビ番組
- ピラメキーノ（2012年10月4日・5日、テレビ東京）- ピラメキーノ大相撲秋場所[5]